# Neulatus porteri
Neulatus porteri is een insect uit de familie van de mierenleeuwen (Myrmeleontidae), die tot de orde netvleugeligen (Neuroptera) behoort. 
Neulatus porteri is voor het eerst wetenschappelijk beschreven door Brèthes in 1908.